# Uncle Tom

Uncle Tom (links) afgebeeld

Uncle Tom is een in de Verenigde Staten gebruikte term voor een Afro-Amerikaan die probeert bij blanke mensen een wit voetje te halen, of die zich anderszins onderdanig opstelt richting blanke mensen. 
Deze term vindt zijn oorsprong bij Oom Tom, een van de hoofdpersonages uit het boek De negerhut van Oom Tom van Harriet Beecher Stowe.